# Michael Boxall
Michael Joseph Boxall (* 18. August 1988 in Auckland) ist ein neuseeländischer Fußballspieler.

## Spielerkarriere

### Beginn in Neuseeland
Boxall ist Halbsamoaner und der ältere Bruder des neuseeländischen Fußballspielers Nikko Boxall.
Boxall besuchte die Mount Albert Grammar School in Auckland und spielte für die dortige Schulmannschaft. Er konnte 2004 und 2005 zusammen mit dem Team die Liga gewinnen und 2005 sogar die nationale Meisterschaft erringen. 2006 wurde er Kapitän der Schulmannschaft.
Anschließend spielte er für eine Reihe von neuseeländischen Mannschaften. Dazu gehörten Central United, Ellerslie AFC und Auckland City FC. Mit Central United konnte er 2007 die Northern League gewinnen und mit Auckland City wurde er Meister in der New Zealand Football Championship. Jeweils 2006 und 2007 wurde zum besten Nachwuchsspieler Neuseelands ausgezeichnet.

### College in den USA
2007 ging er in die Vereinigten Staaten, um für die College-Soccer-Mannschaft der University of California in Santa Barbara, Kalifornien zu spielen. In seiner ersten Saison für die Gauchos stand er in zwölf Spielen auf dem Platz. Zusammen mit dem Engländer Andy Iro bildete er eine sichere Abwehr. Aufgrund einer Knieverletzung fiel er zur Hälfte der Saison aus.

### Der Wechsel in die MLS
Beim MLS Supplemental Draft 2011 wurde Boxall von den Vancouver Whitecaps als erster Pick gedraftet. Am 17. März 2011 unterzeichnete er bei den Kanadiern und gab am 19. März sein Debüt für das Major-League-Soccer-Franchise.
Mitte 2012 kehrte er nach Neuseeland zurück und unterzeichnete einen Zwei-Jahres-Vertrag beim A-League-Klub Wellington Phoenix.

### Nationalmannschaft
Boxall spielte für diverse Jugendnationalauswahlen Neuseelands. Sein nationales Debüt gab er bei der U-20 Nationalmannschaft des Landes, wo er in zwei Jahren 14 Länderspiele absolvierte. Während dieser Zeit gehörte er zum Aufgebot bei der OFC U-20 Championship 2007 und der U-20-Fußball-Weltmeisterschaft 2007.
Von 2007 bis 2008 war er Teil der U-23 Neuseelands, die sich für die Olympischen Sommerspiele 2008 in Peking qualifizierte. Sowohl bei den Qualifikationsspielen, als auch bei der Olympiade war er Teil der Mannschaft. 2006 spielte er für eine neuseeländische Sonderauswahl beim Vietnam Football Federation Cup mit.
Am 25. März 2011 gab er sein Debüt in der neuseeländischen Fußballnationalmannschaft in einem Freundschaftsspiel gegen China.